# Shuntuk
Shuntuk (del ruso: Шунтук) es un jútor del raión de Maikop en la república de Adiguesia de Rusia. Está 7 km al sur de Tulski y 18 km al sur de Maikop, la capital de la república. Tenía 850 habitantes en 2010.
Pertenece al municipio Timiriazevskoye.

## Historia
La localidad fue fundada en 1867. Hasta 1920 pertenecía al otdel de Maikop del óblast de Kubán.